# Cœurs sans frontières
Pour plus de détails, voir Fiche technique et Distribution.
Cœurs sans frontières (Cuori senza frontiere) est un film italien réalisé par Luigi Zampa, sorti en 1950.

## Synopsis
Une commission internationale chargée de réviser les frontières arrive dans un petit village du Carso. Des militaires de différentes nationalités sont alors chargés d'ériger des piquets et des barbelés le long de la frontière provisoirement matérialisée par un trait de peinture blanche. La ligne blanche est tracée sans aucun égard pour les locaux. L'oratoire est ainsi séparé de l'église, l'écurie et les champs de leurs maisons, un boulodrome est quant à lui divisé en deux de même que le cimetière. Les habitants ont jusqu'à minuit pour choisir leur avenir, après minuit ils ne pourront plus passer la frontière et devront tout abandonner de l'autre côté.

## Fiche technique
- Titre original : Cuori senza frontiere
- Titre français : Cœurs sans frontières
- Réalisation : Luigi Zampa
- Scénario : Piero Tellini, Stefano Terra et Clare Catalano
- Photographie : Carlo Montuori
- Montage : Eraldo Da Roma
- Musique : Carlo Rustichelli
- Pays d'origine : Italie
- Format : Noir et blanc - 1,37:1 - Mono
- Genre : drame
- Date de sortie : 1950

## Distribution
- Gina Lollobrigida : Donata Sebastian
- Raf Vallone : Domenico
- Erno Crisa : Stefano
- Cesco Baseggio : Giovanni Sebastian
- Enzo Staiola : Pasqualino Sebastian
- Ernesto Almirante : le grand-père
- Antonio Catania : Acquasanta
- Tullio Kezich : Lieutenant yougoslave
- Sandro Ruffini : Narrateur (non crédité)